# Jonna Wasserfaller
Jonna Wasserfaller (* 20. April 1994) ist eine schwedische Volleyballspielerin.

## Karriere
Wasserfaller begann ihre Karriere 2011 bei RIG Falköping. Von 2013 bis 2017 spielte die Mittelblockerin bei Hylte/Halmstad VBK. Danach wechselte sie zum französischen Verein Terville-Florange OC. Nach einer Saison zog sie weiter zum finnischen Erstligisten Pölkky Kuusamo.  Als die schwedische Nationalspielerin sich dort am Knie verletzte, kehrte sie 2021 nach Schweden zurück und spielte für Örebro VBS. 2022/23 trat sie erneut für Hylte/Halmstad VBK an. Danach wechselte sie zum deutschen Bundesligisten 1. VC Wiesbaden. Mit Wiesbaden erreichte sie im DVV-Pokal 2023/24 und den Bundesliga-Playoffs jeweils das Viertelfinale. Auch 2024/25 spielt Wasserfaller für Wiesbaden.